# Kim Amb
Kim Oscar Amb, född 31 juli 1990 i Solna i Uppland, är en svensk spjutkastare som tävlar för Bålsta IK.

## Sportkarriär
I juli 2011 var Amb med vid U23-EM i Ostrava i Tjeckien och kom då på en fjärde plats i finalen, med 79,47 m. Vid SM i Gävle i augusti 2011 kastade han för första gången över 80 meter med ett kast på 80,09 m, vilket gav honom hans första senior-SM-guld. Vid en tävling i Växjö under 2012 kastade han 81,84 m, vilket gjorde honom till femte bästa svensk genom tiderna med det nya spjutet som tilläts efter regeländringen för grenen som genomfördes år 1985.
Amb deltog i EM i Helsingfors 2012 och kom på sjunde plats i spjutfinalen med ett kast på 79,03 m. Han blev uttagen till OS i London 2012, där han kastade 78,94 m och slutade på en 18:e plats efter kvalet. Senare vann han SM-guld vid SM i Stockholm 2012 när han kastade 80,73 m, vilket var längre än vad han presterat under OS och EM tidigare under samma sommar.
I juli 2013 vann Amb för första gången en av deltävlingarna i Diamond League när han kastade 82,65 m vid galan i Lausanne.
Under VM i Moskva 2013 slutade Amb på elfte plats och näst sist i finalen med 78,91 m. Vid SM i Borås 2013 tog Amb sitt tredje raka SM-guld med 81,48 m, som han fick efter sitt första kast i finalen och som innebar nytt stadionrekord på Ryavallen. Kort därefter vid World Challenge-tävlingarna i Zagreb slog han nytt personligt rekord med ett kast på 84,61 m, vilket räckte till en fjärdeplats i tävlingen.
Vid EM i Zürich 2014 slogs han ut i kvalet efter att inte ha fått något kast godkänt.
Vid VM i Peking i augusti 2015 gick han vidare till final med 81,63 m men i finalen kom han bara på en elfte plats med 78,51 m.
Amb deltog vid EM i Amsterdam 2016 och kom där på en sjundeplats med 79,36. Han misslyckades dock i OS 2016, där han inte gick vidare från försöken efter att ha kastat 80,49. I Finnkampen 2016 blev han överraskande vinnare med resultatet 84,50 m, vilket var säsongsbästa och inte långt från personbästa. Med Jiannis Smalios 81,89 m, och Gabriel Wallins 78,31 m, kunde därmed Sverige vinna spjutkampen för första gången sedan 1989.
Vid friidrotts-VM i Doha i oktober 2019 tog sig Amb vidare från kvalet och kom sedan på en åttondeplats i finalen.

## Stilstudie i spjutkastteknik
Stilstudie från Stockholms stadion den 25 augusti 2019 då Kim Amb vann Finnkampen på nya personliga rekordet 85,89 meter.

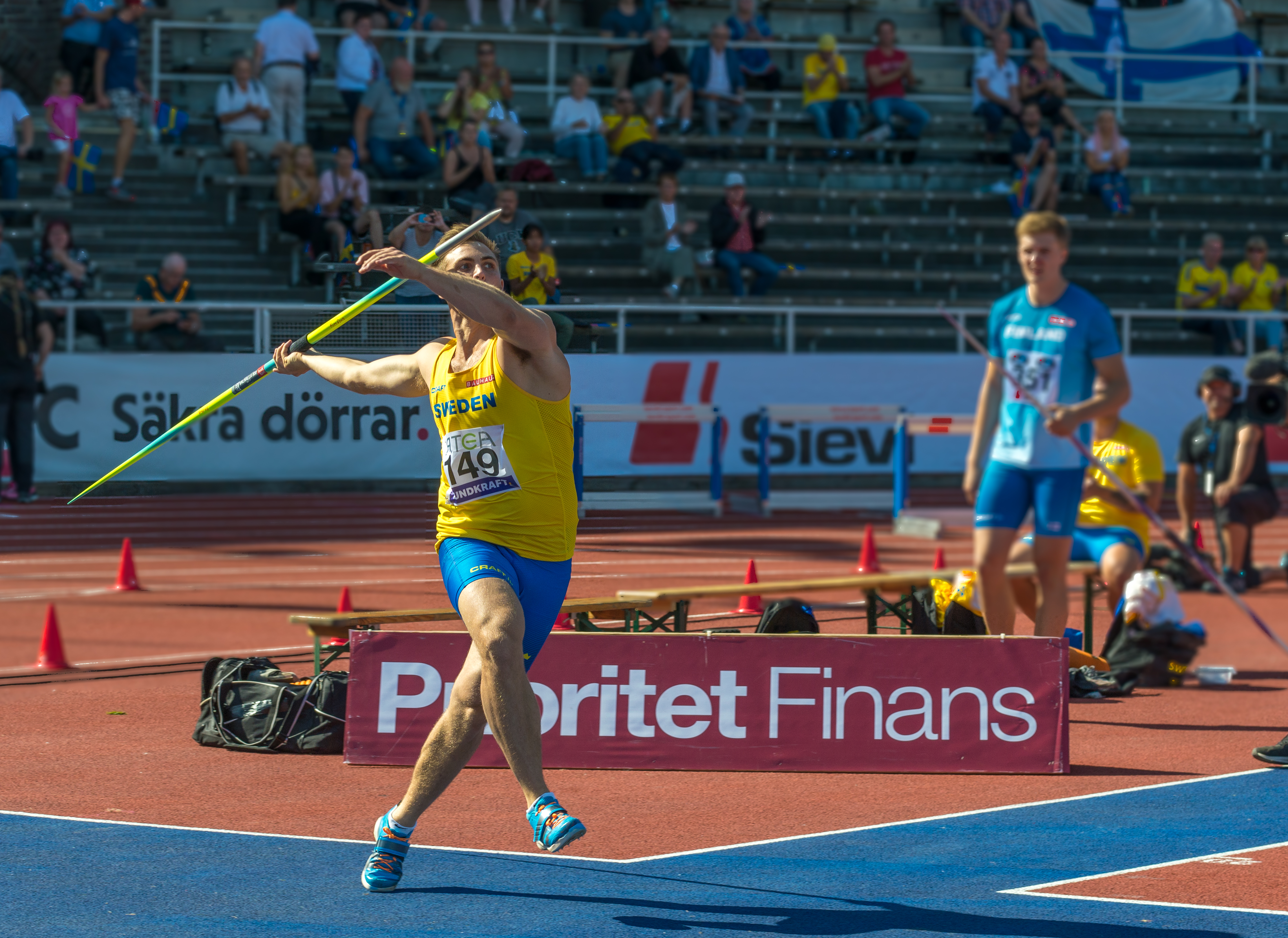
Ansatslöpning − sidolöpning
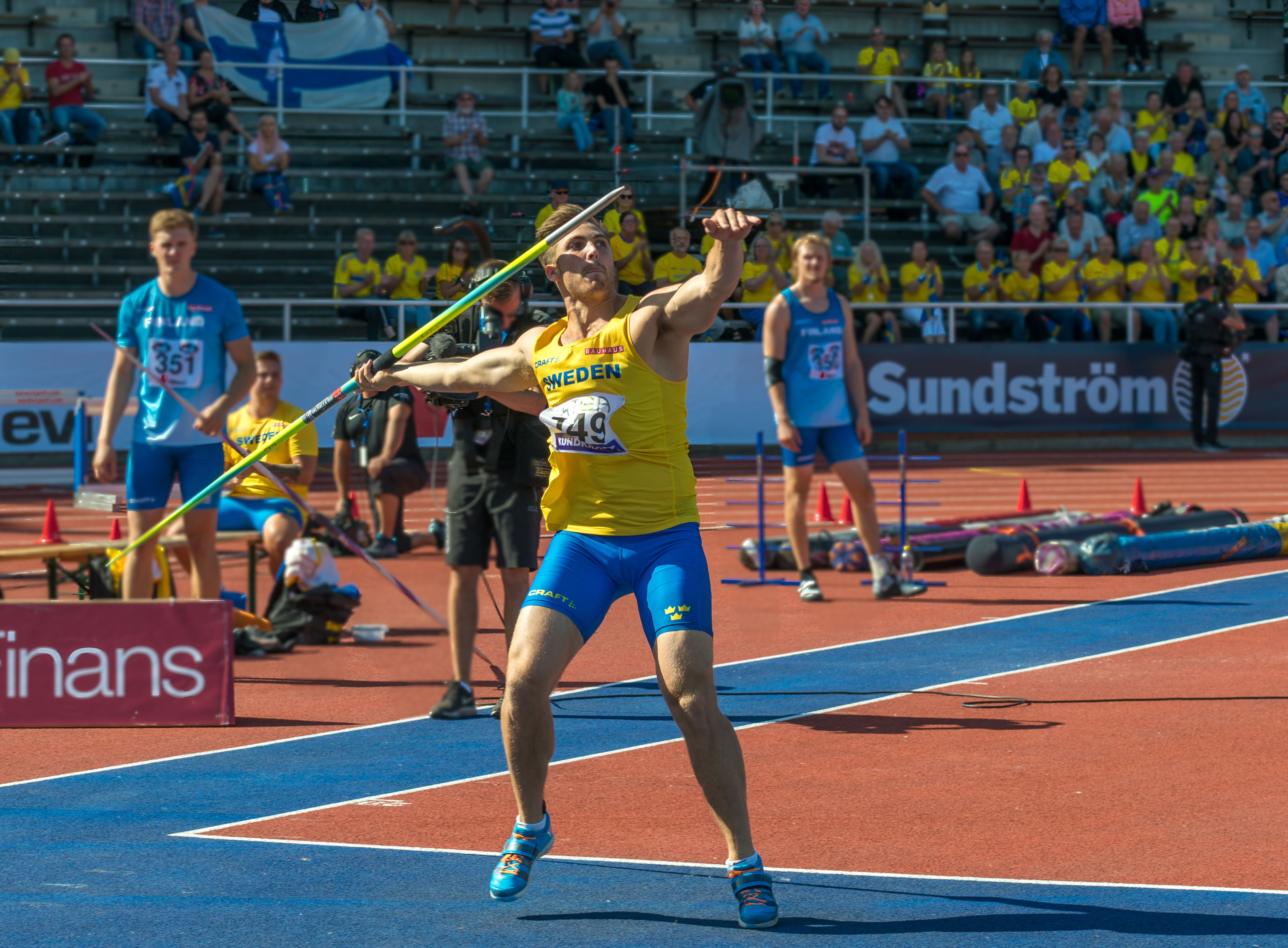
Impulssteg − stämben − block vänster sida
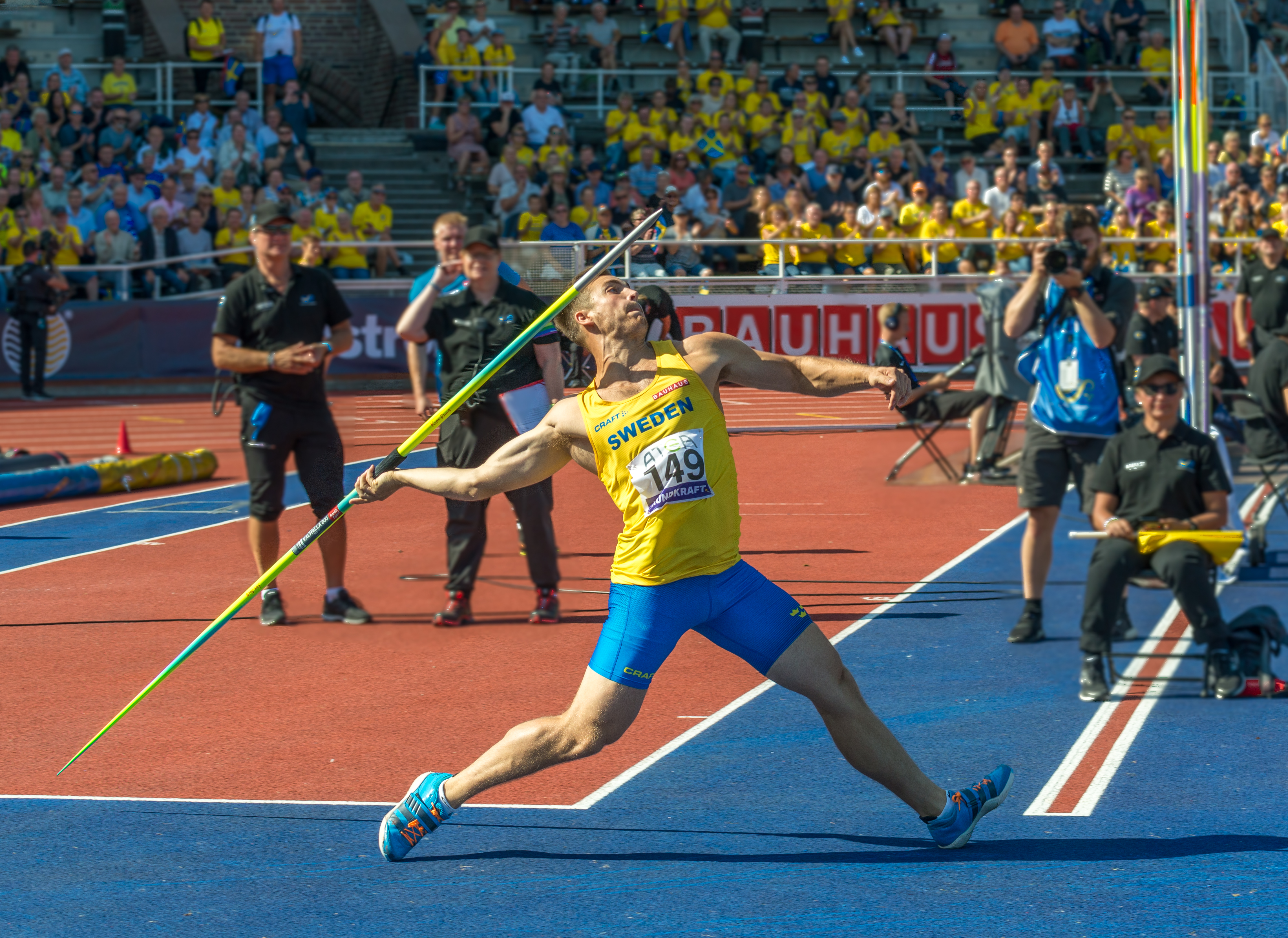
Kraftöverföring − riktning
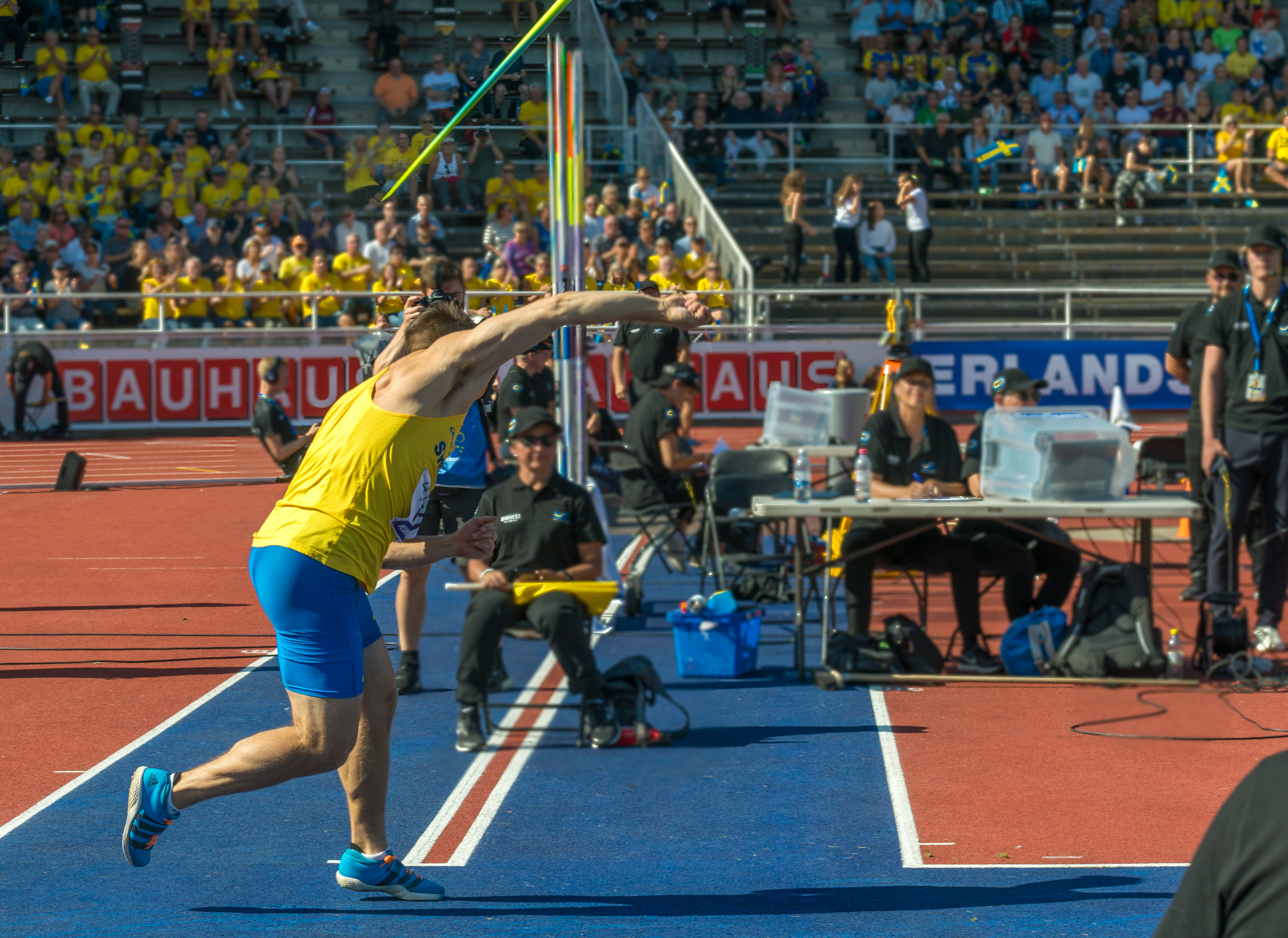
Utkast

## Utmärkelser
Kim Amb utsågs 2015 till Stor grabb nummer 533 i friidrott.

## Resultat

### Resultatutveckling
- 2004 — 40,84 m (600 g)[2]
- 2005 — 46,52 m (600 g)[2]
- 2006 — 49,57 m (700 g)[2]
- 2007 — 55,01 m;[2] 64,38 m (700 g)
- 2008 — 69,34 m;[2] 67,59 m[39]
- 2009 — 66,06 m[2]
- 2010 — 77,81 m[2][39]
- 2011 — 80,09 m[2][39]
- 2012 — 81,84 m[2][39]
- 2013 — 84,61 m[2][39]
- 2014 — 84,14 m[2][39]
- 2015 — 82,40 m[2][39]
- 2016 — 84,50 m[39]
- 2017 — 82,02 m[39]
- 2018 — 77,13 m[39]
- 2019 — 86,03 m[39]
- 2020 — 86,49 m
- 2021 — 82,40 m
- 2022 — 82,86 m

### Personliga rekord
- Stavhoppning (ute) − 3,45 m[2]
- Tresteg (ute) − 11,47 m
- Tresteg (inne) − 10,79 m
- Spjutkastning (ute) − 86,49 m[39][1]